# Deng Mayot
Deng Mayot Mabior (Giuba, 15 aprile 1997) è un ex cestista sudsudanese.

## Carriera
Con il Sudan del Sud ha disputato i Campionati africani del 2021.